# XEFE-TDT
XEFE-TDT es una estación de televisión abierta mexicana basada en Nuevo Laredo, Tamaulipas y disponible para Municipio de Anáhuac en Nuevo León, Municipio de Hidalgo en Coahuila, Laredo, Webb, y La Salle en Texas (Estados Unidos).

## Historia
El canal 2 de Nuevo Laredo fue lanzado al aire el 1 de octubre de 1962 como la primera estación de televisión en la ciudad y la segunda emisora en Laredo-Nuevo Laredo después de KGNS-TV, que comenzó transmisiones el 7 de enero de 1956. En febrero de 2013, XEFE recibió la autorización de COFETEL para transmitir por TDT en el canal 17 UHF, el cual comenzó a usar en marzo de 2014 previo al apagón en enero de 2015.
En octubre de 2016, debido a los cambios en la asignación de canales virtuales, XEFE abandonó el canal 2.1 y comenzó a usar el canal 17.1, ya que el canal 2 fue asignado a nivel nacional para Las Estrellas.